# 小笠原定政
小笠原 定政（おがさわら さだまさ）は、江戸時代中期の豊前国小倉新田藩（千束藩）の世嗣。通称は左京。

## 略歴
第2代藩主・小笠原貞通の次男として誕生。正室は牧野康重の娘。
貞通の嫡子に指名され、享保17年（1732年）に8代将軍・徳川吉宗に拝謁する。しかし、家督を継ぐことなく元文4年（1739年）に21歳で死去した。
家督は弟・貞顕が相続した。